# 白双糖
白双糖（しろざらとう）とは、ショ糖を結晶させた砂糖の一種である。一般的な通称はザラメ糖、白ザラメ、上双糖。

## 概要
粒径が1.0-3.0ミリメートル位の大粒、無色透明で光沢のある結晶をもち、無臭で淡白な甘味が特徴。
製法はグラニュー糖や氷砂糖と同じ方法で糖液を結晶させる。その粒は氷砂糖より小さいが、目ではっきり確認できる程の大きさで、平たい直方体になっている。
砂糖としての純度が極めて高く、ある程度の高温までなら透明さを保つ事から、菓子やリキュールの原料に使用されることが多い。カルメ焼きや綿菓子の材料ともなる。
元々は粒の目が粗いことから「あらめ」と呼ばれ「粗目」と表記されていたが、次第に発音が訛って「ざらめ」と呼ばれるようになり「双目」と当て字されるようになった。純度が高い白ざらめは白双糖と呼ばれ、それに対してカラメル成分を含むざらめは中双糖と分類される。